# 国家税务总局

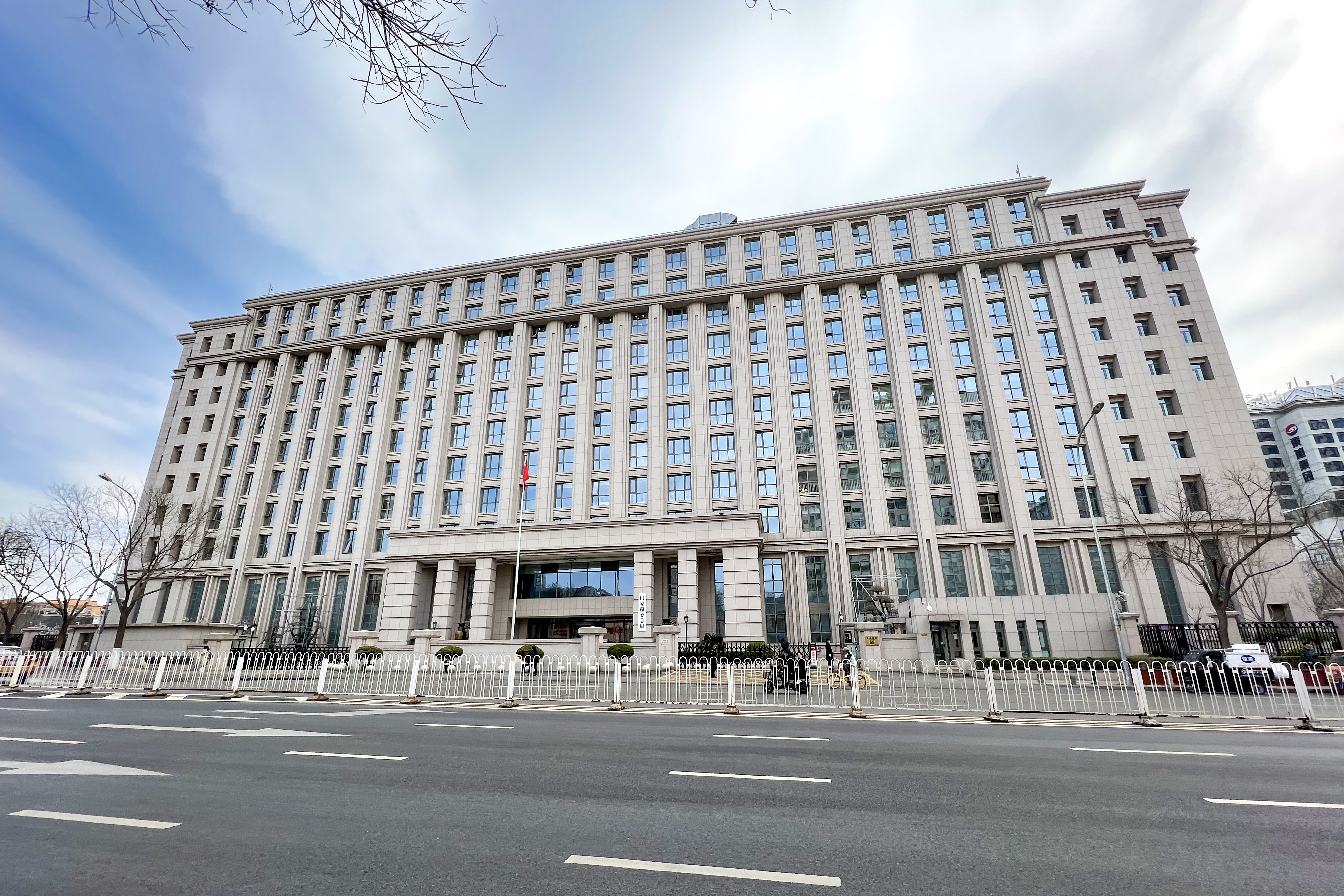
羊坊店办公区改造期间，国家税务总局曾于枣林前街68号办公

国家税务总局（英語：State Taxation Administration），标准简称税务总局，亦简称国税总局，是中华人民共和国国务院主管税收工作的正部级直属机构。
国家税务总局垂直管理各省级行政区、地级行政区、县级行政区的税务局。

## 沿革
1949年11月28日，中央人民政府政务院决定成立“税务总局”。1950年1月1日，“中央人民政府财政部税务总局”成立。
1988年5月，国务院决定将财政部税务总局改为“国家税务局”，为正司局级国务院部委管理的国家局，由财政部归口管理。1993年4月，国家税务局改为“国家税务总局”，为国务院直属机构。1993年12月，国家税务总局机构规格由副部级调整为正部级。
2018年3月17日第十三届全国人民代表大会第一次会议通过《第十三届全国人民代表大会第一次会议
关于国务院机构改革方案的决定》，批准《国务院机构改革方案》。方案规定：“改革国税地税征管体制。将省级和省级以下国税地税机构合并，具体承担所辖区域内各项税收、非税收入征管等职责。国税地税机构合并后，实行以国家税务总局为主与省（区、市）人民政府双重领导管理体制。”
2018年6月15日，全国各省（自治区、直辖市）级以及计划单列市国税局、地税局合并，同时挂牌。新合并的税务局名称统一为“国家税务总局XX省（自治区、市）税务局”。根据计划，在2018年7月底前，各市、县级税务局将逐级分步完成合并与新机构挂牌等改革事项。7月5日，市级国税局地税局合并，535个市级新税务局统一挂牌。自2019年起，税务系统公务员招录全部通过由中组部（国家公务员局）和人社部组织的国家公务员考试（简称“国考”）进行，各省、自治区、直辖市自行组织的省考、市考或统一进行的省级公务员联考不再具有招录税务系统公务员的资格。
2018年7月，国家税务总局党组改设为党委。

## 职责
根据《国家税务总局职能配置、内设机构和人员编制规定》，税务总局承担下列职能：
1. 具体起草税收法律法规草案及实施细则并提出税收政策建议，与财政部共同上报和下发，制订贯彻落实的措施。负责对税收法律法规执行过程中的征管和一般性税政问题进行解释，事后向财政部备案。
2. 承担组织实施税收及社会保险费、有关非税收入的征收管理责任，力争税费应收尽收。
3. 参与研究宏观经济政策、中央与地方的税权划分并提出完善分税制的建议，研究税负总水平并提出运用税收手段进行宏观调控的建议。
4. 负责组织实施税收征收管理体制改革，起草税收征收管理法律法规草案并制定实施细则，制定和监督执行税收业务、征收管理的规章制度，监督检查税收法律法规、政策的贯彻执行。
5. 负责规划和组织实施纳税服务体系建设，制定纳税服务管理制度，规范纳税服务行为，制定和监督执行纳税人权益保障制度，保护纳税人合法权益，履行提供便捷、优质、高效纳税服务的义务，组织实施税收宣传，拟订税务师管理政策并监督实施。
6. 组织实施对纳税人进行分类管理和专业化服务，组织实施对大型企业的纳税服务和税源管理。
7. 负责编报税收收入中长期规划和年度计划，开展税源调查，加强税收收入的分析预测，组织办理税收减免等具体事项。
8. 负责制定税收管理信息化制度，拟订税收管理信息化建设中长期规划，组织实施金税工程建设。
9. 开展税收领域的国际交流与合作，参加国家（地区）间税收关系谈判，草签和执行有关的协议、协定。
10. 办理进出口商品的税收及出口退税业务。
11. 以税务总局为主、与省区市党委和政府对全国税务系统实行双重领导。
12. 承办党中央、国务院交办的其他事项。

## 机构设置
根据《国家税务总局职能配置、内设机构和人员编制规定》，税务总局设置下列机构：

### 内设机构
- 办公厅
- 政策法规司
- 货物和劳务税司
- 所得税司
- 财产和行为税司
- 国际税务司
- 社会保险费司（非税收入司）
- 收入规划核算司
- 纳税服务司
- 征管和科技发展司
- 大企业税收管理司
- 稽查局
- 财务管理司
- 督察内审司
- 人事司
- 党建工作局
- 机关党委
- 离退休干部局

### 直属事业单位
- 教育中心
- 机关服务中心（机关服务局）
- 电子税务管理中心
- 集中采购中心
- 税收科学研究所
- 税收宣传中心
- 税务干部学院（中共国家税务总局党校）
- 中国税务杂志社
- 中国税务报社

### 垂直管理机构
- 国家税务总局北京市税务局
- 国家税务总局天津市税务局
- 国家税务总局河北省税务局
- 国家税务总局山西省税务局
- 国家税务总局内蒙古自治区税务局
- 国家税务总局辽宁省税务局
- 国家税务总局吉林省税务局
- 国家税务总局黑龙江省税务局
- 国家税务总局上海市税务局
- 国家税务总局江苏省税务局
- 国家税务总局浙江省税务局
- 国家税务总局安徽省税务局
- 国家税务总局福建省税务局
- 国家税务总局江西省税务局
- 国家税务总局山东省税务局
- 国家税务总局河南省税务局
- 国家税务总局湖北省税务局
- 国家税务总局湖南省税务局
- 国家税务总局广东省税务局
- 国家税务总局广西壮族自治区税务局
- 国家税务总局海南省税务局
- 国家税务总局重庆市税务局
- 国家税务总局四川省税务局
- 国家税务总局贵州省税务局
- 国家税务总局云南省税务局
- 国家税务总局西藏自治区税务局
- 国家税务总局陕西省税务局
- 国家税务总局甘肃省税务局
- 国家税务总局青海省税务局
- 国家税务总局宁夏回族自治区税务局
- 国家税务总局新疆维吾尔自治区税务局
- 国家税务总局深圳市税务局
- 国家税务总局厦门市税务局
- 国家税务总局宁波市税务局
- 国家税务总局青岛市税务局
- 国家税务总局大连市税务局

### 派出机构
- 国家税务总局税收大数据和风险管理局
- 国家税务总局北京特派员办事处（国家税务总局驻北京稽查局）
- 国家税务总局沈阳特派员办事处（国家税务总局驻沈阳稽查局）
- 国家税务总局上海特派员办事处（国家税务总局驻上海稽查局）
- 国家税务总局广州特派员办事处（国家税务总局驻广州稽查局）
- 国家税务总局重庆特派员办事处（国家税务总局驻重庆稽查局）
- 国家税务总局西安特派员办事处（国家税务总局驻西安稽查局）

### 直属企业单位
- 中国税务出版社有限公司

### 主管社会团体
- 中国注册税务师协会
- 中国国际税收研究会
- 中国税务学会

## 历任领导
| 财政部税务总局局长 1. 李予昂（1949年—1958年） 2. 任子良（1961年—1978年） 3. 刘志城（1978年—1984年） 4. 金 鑫（1984年—1988年） 国家税务局局长 1. 金 鑫（1988年—1993年） 国家税务总局局长 1. 金 鑫（1993年—1994年） 2. 刘仲藜（1994年—1998年3月，财政部部长兼） 3. 金人庆（1998年3月—2003年3月） 4. 谢旭人（2003年3月—2007年8月） 5. 肖 捷（2007年8月—2013年3月） 6. 王 军（2013年3月-2023年12月） 7. 胡静林（2023年12月至今） | 国家税务总局副局长 ...... - 姚来英（2021年6月—） - 王道树（2021年6月—） - 赵静（2021年9月—） - 蔡自力（2025年5月—） 驻国家税务总局纪检监察组组长 ...... - 李建明（2022年7月—） 国家税务总局总审计师 ...... - 蔡自力（2022年7月—2025年5月） 国家税务总局总会计师 ...... - 罗天舒（2022年7月—，兼征管和科技发展司司长至？） 国家税务总局总经济师 ...... - 荣海楼（2024年7月—，兼收入规划核算司司长） |